# Tomasz Zahorski
Tomasz Zahorski (* 22. November 1984 in Olsztyn, Polen) ist ein ehemaliger polnischer Fußballspieler.

## Karriere

### Im Verein
Der Stürmer spielte in seiner Jugend in einigen unterklassigen Vereinen wie Pisa Barczewo, Stomil Olsztyn oder Tęcza Biskupiec, bevor er dann 2004 beim damaligen Drittligisten OKS 1945 Olsztyn anheuerte. Hier konnte er sich auf Anhieb einen Stammplatz erkämpfen und wechselte nach der abgelaufenen Saison zu Groclin Grodzisk in die Ekstraklasa (höchste polnische Spielklasse). Jedoch war die Konkurrenz für ihn hier sehr groß, so dass er nach der Saison zum Ligakonkurrenten Górnik Łęczna wechselte. Dort wurde er zum Stammspieler und konnte zwar weniger durch seine Torgefährlichkeit (vier Tore) überzeugen, jedoch zeichnete er sich durch hervorragende Technik und als exzellenter Vorlagengeber aus. Dies weckte das Interesse des polnischen Rekordmeisters Górnik Zabrze. Zur Saison 2007/08 wechselte er schließlich nach Zabrze und überzeugte durch seine Spielweise alle Kritiker (30 Spiele/10 Tore).
Im Januar 2012 wechselte Tomasz Zahorski zum deutschen Zweitligisten MSV Duisburg. In Duisburg konnte der Stürmer allerdings das Vertrauen des Trainers nicht für sich gewinnen und kam auf lediglich vier Einsätze in der 2. Bundesliga. Zur Saison 2012/13 unterschrieb er einen Zweijahresvertrag beim polnischen Erstligisten Jagiellonia Białystok, der jedoch Ende Dezember 2012 nach nur vier Einsätzen in der Ekstraklasa schon wieder aufgelöst wurde.
Einen Monat später unterschrieb Zahorski beim Ligakonkurrenten und seinen Ex-Klub Górnik Zabrze einen neuen Vertrag bis zum Saisonende 2012/13 mit Option auf ein weiteres Jahr. Nach nur acht Spielen in der Ekstraklasa und einem erzielten Tor wurde sein Vertrag nach dem Saisonende nicht verlängert. 
Am 22. Juli 2013 unterschrieb Tomasz Zahorski einen 1,5-Jahres-Vertrag mit dem amerikanischen Zweitligisten San Antonio Scorpions. In seiner ersten Saison für die Scorpions konnte Zahorski neun Tore in 14 Spielen erzielen. Im November 2013 verlängerte er seinen zum Jahresende auslaufenden Vertrag um zwei weitere Jahre. 2014 erzielte er in 19 Ligaspielen sechs Tore und hatte entscheidenden Anteil am Gewinn der Meisterschaft. Im April 2015 wechselte er in die United Soccer League (3. Liga) zu Charlotte Independence. In 17 Ligaspielen erzielte Tomasz Zahorski 3 Tore in der United Soccer League. Im Februar 2016 wechselte er in die 2. polnische Liga zu GKS Katowice, wo er einen 6-Monats-Vertrag unterschrieb. Für GKS absolvierte Zahroski 9 Ligaspiele und erzielte 2 Tore. Zur Saison 2016/2017 schloss er sich dem polnischen Zweitligisten Stomil Olsztyn an. Im Sommer 2018 beendete er hier auch seine aktive Karriere.

### Nationalmannschaft
Am 17. Oktober 2007 gab Tomasz Zahorski gegen Ungarn sein Debüt für die polnische A-Nationalmannschaft. Vom Nationaltrainer Leo Beenhakker wurde er sogar in den Kader für die Europameisterschaft in Österreich und der Schweiz nominiert. Seit Anfang 2009 wurde er jedoch nicht mehr nominiert.

### Erfolge
- Polnischer Pokalsieger (2007)
- Polnischer Ligapokalsieger (2007)
- EM-Teilnahme (2008)
- Meister der North American Soccer League (2014)